# Genovese-familien
Genovese-familien (også kaldet Genovese crime family) er en italiensk-amerikansk mafia-"familie" og en af De fem familier, der dominerer organiseret kriminalitet i New York City og New Jersey som en del af den amerikanske mafia. Organisationen har generelt bevaret en vis indflydelse over en række mindre mafiafamilier udenfor New York, herunder forbindelse til mafiagrupperinger i Philadelphia og Buffalo. Genovese-familien er den ældste og den største af De fem familier.
Organisationen udsprang af en bande grundlagt af den italienske immigrant Giuseppe Morello i 1890'erne. Banden havde aktiviteter i de italienske invandrerkvarterer på Manhattan og i the Bronx. Gruppen udvidede senere sin indflydelse til havnene og dokkerne på Manhattans West Side, på Fulton Fish Market og ved East River waterfront. Familien var aktiv under forbudstiden og i årene efter, hvor den var involveret i en lang række kriminelle aktiviteter. Den nuværende organisation blev grundlagt af gangsteren Charles "Lucky" Luciano og var kendt som The Luciano crime family fra 1931 til 1957, hvor den skiftede til det nuværende navn efter overhovedet Vito Genovese. Intensiveret efterforskning fra myndighedernes side i 1980’erne førte til at mange af organisationens ledende medlemmer blev idømt lange fængselsstraffe, og “familiens” indflydelse blev stækket.
Lederskabet af organisationen har siden 2005 været uklart, men Genovese-familien anses fortsat at være den bedst organiserede og magtfulde mafia-familie i USA. Op til finanskrisen i 2007-08 havde organisationen skaffet store indtægter ved at lade mindre bemidlede amerikanere optage kreditforeningslån, hvis provenu herefter blev overført til familien, ligesom organisationen efter 2000 har været involveret i online-casinoer.
I modsætning til flere andre mafia-familier, hvor medlemmerne siden 1980’erne har hjulpet anklagemyndigheden med vidneudsagn, har Genovese-familien draget fordel af, at det kun er meget sjældent, at dens medlemmer har vidnet mod organisationen.

## Historie

### Oprindelse
Genovese-familiens oprindelse kan spores tilbage til en bande, The Morello Gang, fra East Harlem, den første mafia-familie i New York City. Lederen, Giuseppe Morello, ankom i 1892 til New York fra landsbyen Corleone på den italienske ø Sicilien. Morellos halvbrødre og øvrig familie ankom året efter til New York. Morello-brødrene dannede en bande, der begyndte at dominere de italienske invandrerkvarterer i East Harlem, dele af Manhattan og the Bronx.
En af Giuseppe Morellos tætteste allierede var Ignazio "the Wolf" Lupo, en gangster, der kontrollerede Manhattans Little Italy. I 1903 blev Lupo gift med Morellos halvsøster, og de to bander blev forenet. Morello-Lupo banden fortsatte sin fremgang med bl.a. etableringen af et trykkeri på Sicilien, der under ledelse af den sicilianske mafia trykte falske 5 dollarsedler, der herefter blev smuglet ind i USA. Morello, Lupo og andre i banden blev arresteret i 1909, og i 1910 blev Morello og Lupo idømt hver 25 og 30 års fængsel.
Morellos fætre Fortunato og Tomasso Lomonte overtog herefter ledelse af Morello-Lupo banden, indtil de blev likvideret i 1915.

### Mafia-Camorra-krigen
Morello-Lupo banden havde oprindeligt forholdsvis venskabelige relationer til andre bander i New York, herunder til banderne med tilknytning til Camorraen, en mafia-lignende organisation med udspring i den italienske region Campania med Napoli som centrum. Camorraen var til stede i New York med medlemmer, der var udvandret fra Campania eller havde familietilknytning til regionen. Morelloerne havde en alliance med Giosue Gallucci, The King of Little Italy, en fremtrædende Camorrista i East Harlem med tætte politiske kontakter. Morelloerne ønskede at overtage Galluccis afpresningsaktiviteter i East Harlem og likviderede i 1915 Gallucci. Flere drab fulgte i konflikten mellem Morelloerne og Camorraerne, der blev kaldt Mafia-Camorra-krigen.
Efter flere måneders konflikt arrangerede en af Camorraens allierede, Pellegrino Morano, fra The Coney Island gang, et mæglingsmøde. Da Nicholas Morello og hans bodyguard ankom til mødet den 7. september 1916, blev de dræbt i et baghold udført af fem medlemmer af Camorraen. Morano blev i 1917 tiltalt for drabene, efter et medlem fra Camorraen havde knyttet ham til drabene. I 1918 var en stor del af Camorraens medlemmer sendt i fængsel, hvilket formindskede Camorraens indflydelse og stoppede krigen. Flere af de tilbageværende medlemmer fra Camorraen blev herefter en del af Morello-familien.
Indførelsen af spiritusforbuddet i USA i 1920 gav mafia-familien anledning til at omstrukturere sig og opbygge en forretning med produktion, smugling og salg af spiritus. Der opstod imidlertid en intern magtkamp i familien. Både Giuseppe Morello og Ignazio Lupo blev løsladt fra fængsel og vendte tilbage til familien, og der var flere ledere i gruppen, der ønskede at opnå den fulde kontrol, herunder Salvatore D'Aquila, Giuseppe "Joe" Masseria og Rocco Valenti. Den interne konflikt førte til en række drab, indtil Masserias mænd likviderede Valenti i 1922, hvorefter konflikten ophørte og Masseria overtog kontrollen med Morello-familien.

### Castellammarese-æraen
Joe Masseria fortsatte med at udvide bandens aktiviteter i 1920'erne i New York og rekrutterede mange ambitiøse gangstere, herunder folk som Charles "Lucky" Luciano, Frank Costello, Joseph "Joey A" Adonis, Vito Genovese og Albert "The Mad Hatter" Anastasia. Luciano blev hurtigt en højtstående person i Masserias organisation.
I slutningen af 1020'erne var Masserias største rival gangsteren Salvatore Maranzano, der var kommet til New York fra Sicilien for at lede den kriminelle Bonanno-familie, også kaldet Castellammarese-klanen. Rivaliseringen ledte til den blodige Castellammaresekrig. Da Masseria mistede terræn under krigen, besluttede Luciano i 1931 at støtte Castellammarese-klanen og at eliminere Masseria, som Luciano og mange andre yngre gangstere i familien var utilfredse med grundet Masserias gammeldags ledelse. Luciano indgik en aftale med Maranzano, om at Luciano skulle sørge for Masserias likvidering mod til gengæld at overtage Masserias forretninger og at blive næstkommanderende under Maranzano. Masseria fik nys om Lucianos forræderi, og bad "Joey A" Adonis om at dræbe Luciano. Adonis advarede i stedet Luciano om det kommende mordforsøg.
Den 15. april 1931 opholdt Masseria sig sammen med Luciano på en restaurant i Coney Island. Da Luciano gik på toilettet kom fire bevæbnede mænd, antageligvis Anastasia, Genovese, Adonis, og Benjamin "Bugsy" Siegel ind i restauranten, hvor de skød og dræbte Masseria. Luciano overtog herefter Masserias bande og blev næstkommanderende i Maranzanos organisation, hvorved Castellammarese-krigen sluttede. I begyndelsen af august 1931 indkaldte Maranzano til et møde mellem mafiabosserne på restauranten, hvor Masseria var blevet dræbt for at fejre Masserias død. Kort efter indkaldte han til et møde i Wappingers Falls i New York, hvor han erklærede sig selv for capo di tutti capi ("bossernes boss"). Under Maranzanos ledelse blev de italiensk-amerikanske mafiafamilier i New York City organiseret som De fem familier under ledelse af Maranzano, Luciano, Joe Profaci, Tommy Gagliano og Vincent Mangano. Maranzano forfordelte også de andre familiers indtægter og indtægtsmuligheder til fordel for sig selv. Luciano accepterede Maranzanos handlinger, men ventede på et tidspunkt for at fjerne Maranzano. På trods af, at Maranzano var en anelse med moderne i sin tilgang end Masseria, var Luciano af den opfattelse, at Maranzano var endnu mere grådig, magtbegærlig og gammeldags end Masseria havde været.
I september 1931 indså Maranzano, at Luciano udgjorde en trussel, og han hyrede den irske gangster Vincent "Mad Dog" Coll til at likvidere Luciano. Tommy Lucchese advarede imidlertid Luciano om, at han ville blive udsat for et attentat. Den 10. september 1931 beordrede Maranzano, at Luciano, Genovese og Costello skulle møde på hans kontor på 230 Park Avenue på Manhattan. Luciano var overbevist om, at Maranzano ville myrde dem på mødet, og sendte i stedet, med hjælp fra Bugsy Siegel og Meyer Lansky fire jødiske gangstere til Maranzanos kontor. Maranzano og hans folk kendte ikke til de fire jødiske gangstere, der gav sig ud for at være politifolk og afvæbnede Maranzanos bodyguards, hvorefter Maranzanos blev stukket ned og herefter skudt.

### Luciano og the Commission
Efter likvideringen af Maranzano indkaldte Luciano til et møde i Chicago med deltagelse af de ledende mafia-bosser, hvor han foreslog nedsættelse af en organisation "The Commission", der skulle fungere som en overordnet ledelse af organiseret kriminalitet. The Commission skulle afgøre alle uenighed og fordele territorier mellem familierne. Grundlæggelsen af The Commission er blevet kaldt Lucianos største bedrift. Lucianos mål med The Commission var at bevare indflydelsen over alle familierne og at forhindre fremtidige opgør mellem familierne. De øvrige mafia-bosser accepterede idéen om oprettelse af The Commission.
Sammenholdet i The Commission blev sat på en prøve i 1935, da The Commission forlangte, at gangsteren Dutch Schultz opgav sine planer om at likvidere specialanklager Thomas E. Dewey, der efterforskede mafiaens aktiviteter. Luciano var af den opfattelse, at en likvidering af Dewey ville medføre en kraftig reaktion fra politi og anklagemyndighed. Schultz blev rasende og svor, at han ville likvidere Dewey under alle omstændigheder og forlod herefter mødet i The Commission. Luciano blev efter mødet kontaktet af Albert Anastasia, der var leder af Murder, Inc., der oplyste, at Schultz havde bedt ham om at overvåge Deweys lejlighed på Fifth Avenue. The Commission afholdt herefter et lukket for at drøfte sagen. Det blev besluttet af bede Lepke Buchalter om at likvidere Schultz. Schultz blev herefter skudt ned den 23. oktober 1935 i en tavera i Newark i New Jersey og døde dagen efter.
Luciano blev i 1936 tiltalt for menneskehandel (tvangsprostitution), og han blev samme år dømt for 62 tilfælde af tvangsprostitution og idømt mellem 30 og 50 års fængsel.
Luciano fortsatte med at drive familien fra fængslet, hvorfra han kunne give ordrer til sin næstkommanderende Vito Genovese. I 1937 måtte Genovese imidlertid flygte til Napoli for at undgå en tiltale for et drab i New York. Luciano udpegede herefter consigliere, Frank Costello, som den fungerende leder af familiens og Lucianos interesser.
Den amerikanske regering havde under 2. verdenskrig samarbejdet med Luciano for at sikre ro i de amerikanske havne og for at skaffe efterretninger om situationen på Sicilien. Som led i samarbejdet blev Luciano benådet, men deporteret fra USA i 1946.

### "The Prime Minister" Frank Castello og Genoveses tilbagevenden
Luciano havde fortsat betydelig indflydelse i sin "familie", men den daglige ledelse blev varetaget af "The Prime Minister" Frank Costello, som Luciano havde gjort til fungerende leder under dennes fængselsophold. Fra maj 1950 til maj 1951 blev der i det amerikanske senat gennemført en storstilet undersøgelse af organiseret kriminalitet i USA, kendt som Kefauver-høringerne under ledelse af senator Estes Kefauver fra Tennessee. Costello blev indkaldt som vidne under høringerne og afgav vidneudsagn, men blev dømt for foragt for Senatet og idømt 18 måneders fængsel. Kefauver konkluderede, at den italiensk-amerikanske demokratiske politiker i New York Carmine DeSapio havde hjulpet Costello, og at Costello havde opnået betydelig indflydelse i den demokratiske Tammany Hall, der bl.a. administrerede politiske udnævnelser blandt demokraterne i New York.
I 1952 indledte myndighederne bestræbelser på at fratage Costello dennes amerikanske statsborgerskab og han blev tiltalt og idømt fem års fængsel for skatteunddragelse. I årene fra 1952 til 1961 var Costello inde og ude af amerikanske fængsler mod kaution i takt med, at ankesagerne florerede.
Costello var leder i ca. 20 år, hvor der var relativ ro i familien. Roen blev dog brudt, da Vito Genovese blev udleveret fra Italien til USA. Genovese var fast besluttet på at genvinde magten i organisationen. Kort efter ankomsten til USA blev Genovese frifundet for drabsanklagerne om mordet i 1936, der havde drevet ham på flugt til Italien. Med sine juridiske problemer løst gik Genovese i gang med at indgå et komplot mod Costello ved hjælp af Carlo Gambino, der var "underboss" i en anden af de fem familier, Anastasias familie, Mangano-familien, der var nær allieret med Costellos Luciano-familie.
Den 2. maj 1957 skød gangsteren Vincent "the Chin" Gigante Costello i hovedet, da han var på vej op i sin lejlighed. Gigante forlod gerningsstedet i den tro han havde dræbt Costello, men denne overlevede med overfladiske sår. Costello hævdede, at han ikke kunne genkende gerningsmanden, og Gigante blev senere frikendt for drabsforsøget.
Et par måneder senere blev Anastasia likvideret af Gambinos mænd i en barberstol på Park Central Hotel på Manhattan, og Carlo Gambino overtog kontrollen med Mangano-familien. Costello frygtede for sit liv, og han overlod herefter kontrollen med Luciano-familien til Genovese.
Efter overtagelen af familien skiftede den i 1957 navn til Genovese-familien og Genovese besluttede at afholde en mafia-konference for at cementere sin nye position. Konferencen blev afholdt på en ejendom i Apalachin (mellem Buffalo og New York City). I mødet deltog mere end 100 mafiamedlemmer. Politiet havde imidlertid fået oplysninger om afholdelsen af mødet og anholdt adskillige mafiamedlemmer. Mafiamedlemmerne følte sig til grin og ydmyget og forløbet og anså generelt Genovese for at være ansvarlig for fiaskoen. Alle der blev stoppet af politiet fik enten bøder på op til $10,000 og fængselsstraffe på mellem tre til fem år, men alle blev dog frifundet ved en appelsag i 1960.
Gambino var bekymret over, at Genovese ønskede større indflydelse i The Commission, og han benyttede derfor mødet i Apalachin som en undskyldning for at fjerne sin tidligere allierede Genovese fra magten. Det antages, at Gambino sammen med Luciano, Costello og Tommy Lucchese lagde en fælde for Genovese, der førte til, at Genovese blev tiltalt, og senere i 1959 idømt 15 års fængsel for narkohandel. Genovese, der var den mest magtfulde mafia-boss i New York blev således sat ud af spillet af rivalen Gambino.

### Valachi-høringen
I 1959 blev et medlem af Genovese-familien, Joe Valachi, idømt 15 års fængsel for narkohandel. Under sit fængselsophold blev Valachi bange for, at Genovese (der også sad i fængsel på denne tid) havde beordret ham myrdet. Den 22. juni 1962 slog Valachi en anden indsat ihjel, som Valachi troede ville myrde ham. Under de efterfølgende afhøringer besluttede Valachi som et af de første mafiamedlemmer fra Genovese-familien af samarbejde med myndighederne, formentlig i håb om at undgå dødsstraf for drabet.
I oktober 1963 afgav Valachi vidneudsagn for senator John L. McClellans senatskomite (kendt som "The Valachi hearings"), hvor han som den første nogensinde bekræftede offentligt, at den italiensk-amerikanske mafia rent faktisk eksisterede.
Selvom Valachis vidneudsagn ikke direkte førte til tiltaler mod mafiamedlemmer, leverede han mange detaljer om mafiaens historie og ritualer, ligesom vidneudsagnet førte til opklaringen af en række mord, ligesom han identificerede en lang række mafiamedlemmer.

### Periode med kollektiv ledelse
Da Genovese blev sendt i fængsel i 1959 etblerede familien i hemmelighed et "ledelsespanel", der drev familien i Genoveses fravær. Da Genovese døde i 1969 blev Philip "Benny Squint" Lombardo udpeget som den efterfølger. Familien udpegede dog en række forskellige medlemmer, der udadtil fungerede som ledere. Formålet var at skærme Lombardo af for efterforskning fra politiets side.
I slutningen af 1960'erne lånte Gambino 4 millioner dollars til "front"-bossen Thomas "Tommy Ryan" Eboli til en narkohandel. Da Eboli ikke betalte lånet tilbage, fik Gambino af The Commission tilladelse til at myrde Eboli i 1972. Da Eboli døde, blev Frank "Funzi" Tieri udpeget som ny front-boss og ledelsespanelet omorganiseret. Tieri blev i 1981 den første mafia-boss, der blev dømt under den amerikanske RICO-lov, der var rettet mod mafiaen. Tieri døde senere i fængslet. Familien omorganiserede atter ledelsen og Anthony "Fat Tony" Salerno blev ny front-boss. Lombardo, der var den reelle leder trak sig kort efter tilbage, og kontrollen med Genovese-familien blev herefter overtaget af den mand, der forgæves havde forsøgt at dræbe Costello, Vincent "the Chin" Gigante.
I 1985 iværksatte New Yorks statsanklager Rudolph Giuliani tiltag til at komme mafiaens aktiviteter i New York. I 1985 blev Salerno idømt 100 års fængsel ved en retssag mod adskillige mafiamedlemmer. I 1986 besluttede Salernos højre hånd Vincent "The Fish" Cafaro, at samarbejde med politiet, og han forklarede FBI, at Salerno havde været frontboss for Vincent Gigante, og at Genovesefamilien havde arbejdet med et system af frontbosser siden 1969.
Efter likvideringen i 1980 af lederen af mafiafamilien i Philadelphia Angelo "Gentle Don" Bruno begyndte Gigante og Lombardo at øve indflydelse på de rivaliserende fraktioner i den interne bandekrig i Philadelphia-familien. Genovesefamilien opnåede derved adgang til at drive forretninger i spillebyen Atlantic City i 1982.

### The Oddfather
Den reelle leder af Genovesefamilien siden begyndelsen af 1980'erne, Vincent "The Chin" Gigante, opbyggede et omfattende netværk af bookmakere og lånehajer og opnåede indtægter ved afpresning på grundlag af sin kontrol med fagforeninger og arbejdere i affalds- og transportsektoren. Yderligere kilder til indtægt var bl.a. afpresning af handlende ved Fulton Fish Market, der blev tvunget til at betale beskyttelsespenge. Under Gigantes tid som leder af Genovesefamilien blev han efter fængslingen af Gambinofamiliens John Gotti i 1992 anerkendt som capo di tutti capi, "Bossernes boss".
Gigante gjorde sig anstrengelser for ikke at blive afsløret. For at undgå telefonaflytning talte han talte altid lavt i telefonen og forvrængede sin stemme eller fløjtede. Medlemmer af familien måtte ikke nævne hans navn, men skulle i stedet gøre tegn. Når han gik udenfor hjemmet var han iført badekåbe og opførte sig stærkt excentrisk, hvilket gav ham tilnavnet "The Oddfather". Han blev i 1990 sammen med andre medlemmer af De fem familier tiltalt for økonomisk kriminalitet vedrørende offentlige udbud og mødte op til retssagen iført pyjamas og badekåbe og påstod frifindelse baseret på sindssyge. Spørgsmålet om Gigantes sindssyge og egnethed til straf blev et juridisk tovtrækkeri i årevis. Han blev i 1993 atter tiltalt, denne gang for drab på seks gangstere og drabsforsøg på flere andre, herunder på Gotti. I 1996 blev der efter flere vidneudsagn fra andre mafiamedlemmer afsagt dom, der fastslog, at Gigante kunne tiltales ved en domstol. Retssagen begyndte i 1997, hvor Gigante mødte op i kørestol. I juli 1997 blev Gigante kendt skyldig i flere af anklagerne, med frifundet for drabstiltalerne. Han blev i december idømt 12 år fængsel, en dom der tog hensyn til Gigantes svækkede fysiske helbred.
Gigante fortsatte med at lede familien fra fængslet gennem sin søn Andrew. I 2002 blev han sammen med andre gangstere tiltalt for at have forsøgt at forhale sine retssager ved at have påstået at være psykisk ustabil. Gigante erklærede sig skyldig i anklagerne umiddelbart inden anklageren i retten skulle afspille hemmelig optagelser, der viste Gigante under møder, hvor han var helt klar og sammenhængende. Han blev idømt yderligere tre års fængsel. Sønnen Andrew Gigante blev i 2003 idømt to års fængsel for afpresning. Gigante døde i 2005 i fængslet.

### Efter Gigantes død
Efter Gigantes død har ledelsesforholdene i familien været uklare for offentligheden. Ledelsen blev kort efter Gigantes død overtaget af Daniel "Danny the Lion" Leo, der imidlertid kort efter blev idømt fem års fængsel for bl.a. afpresning og lånehajaktiviteter. En artikel i New York Post i 2009 hævdede, at Leo fortsat var leder af familien, der i artiklen var anslået til at have omkring 270 medlemmer. Ifølge FBI havde familien i 2010 ikke nogen fast ledelse. I 2016 anså FBI Liborio Bellomo som den mest sandsynlige leder af Genovese-familien.
Familien har fastholdt sin magt og position i New York, New Jersey, Atlantic City og i Florida. Genovese-familien anses som den mest magtfulde mafia-familie i USA i dag. En af årsagerne til familiens fastholdelse af sin position skyldes den stærke tradition for ikke at give oplysninger til politiet.
Familien har fortsat aktiviteter knyttet til den amerikanske fagbevægelse.
 The indictment accused the "lottery attorney" Kurland along with Russo, Chierchio and Smookler with swindling $80 million dollars from jackpot winners in an illegal scheme of siphoning money from the jackpot winners' investments.
Der er i 2022 rejst tiltale mod medlemmer af familien for lånehajaktiviteter, illegalt spil, afpresning m.v.

## Ledere gennem tiden (officielt og fungerende)
| Navn og tilnavn                         | Billede | År       | År        | Noter |
| --------------------------------------- | ------- | -------- | --------- | --- |
| Giuseppe Morello The Clutch Hand        |         | ca. 1890 | 1909      | Fængslet |
| Nicholas "Nick Morello" Terranova       |         | 1909     | 1916      | Likvideret |
| Vincenzo "Vincent" Terranova            |         | 1916     | 1920      | Trådte tilbage ved Giuseppe Morellos tilbagekomst |
| Giuseppe Morello The Clutch Hand        |         | 1920     | 1922      | Trak sig tilbage og overlod til Masseria |
| Giuseppe Masseria Joe the Boss          |         | 1922     | 1931      | Likvideret den 15. april 1931 |
| Charles Luciano Lucky Luciano           |         | 1931     | 1946      | Fængslet i 1936, deporteret til Italien i 1946 |
| Vito Genovese                           |         | 1936     | 1937      | Fungerende leder under Lucianos fængselsophold. Flygtede i 1937 til Italien for at undgå tiltale for drab                                                                        |
| Frank Costello The Prime Minister       |         | 1937     | 1957      | Fungerende leder under Lucianos fængselsophold og reel leder efter Lucianos deportering til Italien i 1946. Trak sig tilbage efter et drabsforsøg fra Genovese udført af Gigante |
| Vito Genovese                           |         | 1957     | 1969      | Fængslet i 1959, død i fængslet i 1969 |
| Anthony Strollo Tony Bender             |         | 1959     | 1962      | Fungerende under Genoveses fængsling. Forsvandt i 1971. |
| Thomas Eboli Tommy Ryan                 |         | 1962     | 1965      | Fungerende under Genoveses fængsling. |
| Philip Lombardo Benny Squint            |         | 1965     | 1981      | Fungerende under Genoveses fængsling og overtog den reelle ledelse i 1969. Trak sig tilbage i 1981. Døde af narutlige årsager i 1987                                             |
| Vincent Gigante The Chin, The Oddfather |         | 1981     | 2005      | Idømt fængselsstraf i 1997. Døde i fængslet i 2005 |
| Liborio Bellomo Barney                  |         | 1989     | 1996      | Frontboss under Vincent. Idømt fængselsstraf i 1997 for forskellig kriminalitet                                                                                                  |
| Dominick Cirillo Quiet Dom              |         | 1997     | 1998      | Frontboss under Vincent. Blev ramt af hjerteanfald og trak sig tilbage |
| Matthew Ianniello Matty the Horse       |         | 1998     | 2005      | Frontboss under Vincent. Trak sig tilbage efter tiltaler for kriminalitet |
| Daniel Leo Danny the Lion               |         | 2005     | 2008      | Frontboss under Vincent. fængslet fra 2008 til 2013 |
| Liborio Bellomo Barney                  |         | 2010     | Nuværende | |